# Larry James Kulick
Larry James Kulick (Natrona Heights, 24 febbraio 1966) è un vescovo cattolico statunitense, dal 18 dicembre 2020 vescovo di Greensburg.

## Biografia
Larry James Kulick nacque a Natrona Heights, in Pennsylvania, il 24 febbraio 1966 da Larry J. Kulick Sr. e Myrna Dolores (nata Coleman). Ha vissuto a Leechburg e frequentava la parrocchia di Santa Marta.

### Formazione e ministero sacerdotale
Nel 1984 si è diplomato alla St. Joseph High School di Natrona Heights.
Ha compiuto gli studi per il sacerdozio presso il seminario "San Vincenzo" di Latrobe. Nel 1988 ha conseguito il Bachelor of Arts in filosofia, nel 1991 il master's degree in teologia sistematica e nel 1992 il Master of Divinity. Nel 2012 ha ottenuto la licenza in diritto canonico presso l'Università Cattolica d'America a Washington.
Il 16 maggio 1992 è stato ordinato presbitero per la diocesi di Greensburg nella cattedrale diocesana da monsignor Anthony Gerard Bosco. In seguito è stato vicario parrocchiale della parrocchia della cattedrale del Santissimo Sacramento a Greensburg dal 1992 al 1995; vicario parrocchiale della parrocchia dell'Immacolata Concezione a Irwin dal 1995 al 1997; parroco della parrocchia del Buon Pastore a Kent dal 1997 al 2004; parroco della parrocchia di San Giuseppe a New Kensington dal 2004 al 2008; cerimoniere e co-direttore delle vocazioni dal 2008 al 2012 e vicario generale, moderatore della curia, giudice e difensore del vincolo presso il tribunale ecclesiastico e parroco della parrocchia di San Giacomo a New Alexandria dal 2012. Il 15 settembre del 2020 il collegio dei consultori lo ha eletto amministratore diocesano.
È stato anche membro del collegio dei consultori; membro del consiglio presbiterale; membro del comitato amministrativo della Conferenza cattolica della Pennsylvania e cappellano del Consiglio delle donne cattoliche.
Il 21 maggio 2014 è stato nominato monsignore.

### Ministero episcopale
Il 18 dicembre 2020 papa Francesco lo ha nominato vescovo di Greensburg. Ha ricevuto l'ordinazione episcopale l'11 febbraio successivo nella cattedrale del Santissimo Sacramento a Greensburg dall'arcivescovo metropolita di Filadelfia Nelson Jesus Perez, co-consacranti il vescovo di Cleveland Edward Charles Malesic e il vescovo emerito di Greensburg Lawrence Eugene Brandt. Durante la stessa celebrazione ha preso possesso della diocesi. È il primo primo presbitero nato in diocesi a essere stato nominato vescovo.
Monsignor Kulick è di origine slovacca ed è stato attivo in molte diverse organizzazioni culturali e fraternità slovacche, in particolare la Prima Unione Cattolica Slovacca, della quale è stato cappellano per oltre 25 anni. Per rendere omaggio alle sue origini, nel suo stemma episcopale ha inserito diversi elementi tratti dallo stemma della Slovacchia. È appassionato di auto d'epoca e ha ospitato molti spettacoli di auto d'epoca e raduni sia per divertimento personale sia per raccogliere fondi per le parrocchie. È appassionato in particolare delle auto prodotte dalla Pontiac Motor Company e possiede un modello della Pontiac LeMans del 1966.

## Genealogia episcopale
La genealogia episcopale è:
- Cardinale Scipione Rebiba
- Cardinale Giulio Antonio Santori
- Cardinale Girolamo Bernerio, O.P.
- Arcivescovo Galeazzo Sanvitale
- Cardinale Ludovico Ludovisi
- Cardinale Luigi Caetani
- Cardinale Ulderico Carpegna
- Cardinale Paluzzo Paluzzi Altieri degli Albertoni
- Cardinale Gaspare Carpegna
- Cardinale Fabrizio Paolucci
- Cardinale Francesco Barberini
- Cardinale Annibale Albani
- Cardinale Federico Marcello Lante Montefeltro della Rovere
- Vescovo Charles Walmesley, O.S.B.
- Arcivescovo John Carroll, S.I.
- Vescovo Benedict Joseph Flaget, P.S.S.
- Arcivescovo Martin John Spalding
- Cardinale James Gibbons
- Vescovo Edward Patrick Allen
- Vescovo Richard Oliver Gerow
- Vescovo Joseph Bernard Brunini
- Cardinale Bernard Francis Law
- Vescovo William Francis Murphy
- Arcivescovo Nelson Jesus Perez
- Vescovo Larry James Kulick